# Piątkowa (województwo małopolskie)
Piątkowa – wieś w Polsce położona w województwie małopolskim, w powiecie nowosądeckim, w gminie Chełmiec.
W 1595 roku wieś położona w powiecie sądeckim województwa krakowskiego była własnością miasta Nowego Sącza. W latach 1975–1998 miejscowość położona była w województwie nowosądeckim. Według stanu na 30 czerwca 2004 wieś liczyła 1423 mieszkańców.
Na terenie wsi działają dwa sołectwa: położone na południu sołectwo Piątkowa, liczące 1252 mieszkańców oraz sołectwo Boguszowa – 171 mieszkańców.
Wieś leży w zachodniej części Beskidu Niskiego, przy drodze krajowej nr 28.
Piątkowa powstała w wyniku osadnictwa mieszczan sądeckich.
We wsi działa znany w kraju i za granicą dziecięcy zespół „Piątkowioki”, prezentujący folklor Lachów Sądeckich.
Piątkowa w 1977 została podzielona, część wsi została administracyjnie włączona do miasta Nowego Sącza tworząc osiedle Piątkowa.

## Części wsi
| SIMC    | Nazwa      | Rodzaj    |
| ------- | ---------- | --------- |
| 0420890 | Dół        | część wsi |
| 0420908 | Góra       | część wsi |
| 0420914 | Korzymówka | część wsi |
| 0420920 | Krasów     | część wsi |
| 0420937 | Obłazy     | część wsi |
| 0420943 | Padoły     | część wsi |

## Historia
- Piątkowa powstała prawdopodobnie w pierwszej połowie XIII wieku, jako wieś miejska.
- 1320–1330 – pierwsze wzmianki pochodzą ze „Zbioru dokumentów małopolskich”. W tym okresie w Piątkowej odbywały się trzy razy w roku sądy prowincjonalne.
- 1360 – Piątkowa znajduje się na uposażeniu powstającego w Nowym Sączu szpitala Św. Ducha.
- 1412 – rajcy sądeccy przekazują sołectwo Piątkowa na rzecz kościoła i opactwa norbertan w Nowym Sączu.
- 1470 – w „Liber beneficiorum” Jana Długosza (spis przywilejów i funduszy kościoła diecezji krakowskiej) znajduje się opis, z którego wynika, że Piątkowa jest wsią w parafii Nowy Sącz, jest własnością rajców sądeckich. Z tego dokumentu wynika, że w Piątkowej są ogrody, chaty i młyn (19 łanów kmiecych i 1 łan sołtysi).
- 1550 – Jan z Ocieszyna, kanclerz Królestwa i podkomorzy ziemi krakowskiej dokonuje rozgraniczenia pomiędzy Januszową należącą do norbertanów a Piątkową i Chruślicami, należącymi do Piotra Beliny.
- 1616 – w Lustracji podatkowej z 1616-1617 roku wynika, że w Piątkowej było 17 kmieci, 6 zagrodników z rolami i 2 komorników bez bydła.
- 1712 – wieś przechodzi we władanie opata nowosądeckiego jako zastaw za uzyskaną przez miasto Nowy Sącz pożyczkę.
- 1751–1755 – Piątkowa ponownie jest oddawana w zastaw w zamian za pożyczkę na odbudowę kościoła franciszkańskiego, baszt, bram i murów obronnych.
- 1873 – zachowała się uchwała zwierzchności gminnej miasta Nowego Sącza nawołująca do egzekucji należności na utrzymanie dróg przebiegających przez Piątkową.
- lata 80. XIX wieku – w „Słowniku geograficznym Królestwa Polskiego” Piątkowa jest opisana jako osada posiadająca 93 domy i 628 mieszkańców (306 mężczyzn i 322 kobiety) z tych 585 wyznania rz.-katolickiego, 3 gr.-katolickiego i 40 izraelitów.
- 1900 – Szkoła w Piątkowej posiada 3 uczniów (data powstania szkoły nie jest znana).
- 1902 – Rada Powiatowa przeznaczyła fundusze na wykup gruntów pod drogę Piątkowa – Mogilno.
- 1947 – według spisu w Piątkowej wraz z Boguszową było 294 gospodarstw, 1200 mieszkańców.
- 1950 – spis wykazał 172 gospodarstwa i 1130 mieszkańców (spadek ilości mieszkańców spowodowany był organizacją wyjazdów na Ziemie Odzyskane).
- 1953 – zainstalowano w szkole podstawowej światło elektryczne.
- 1954 – Powstaje Gromadzka Rada Narodowa z siedzibą w Piątkowej (obejmująca również Boguszową, Chruślice, Paszyn).
- 1955 – do Piątkowej przyjechał po raz pierwszy autobus Miejskiej Komunikacji Samochodowej (trasa Nowy Sącz – Paszyn).
- 1956 – przebudowano skocznię narciarską.
- 1958 – przystąpiono do rozbudowy szkoły podstawowej, w tym roku powstał również Ludowy Zespół Sportowy „Jedność”.
- 1959–1960 – w Piątkowej powstało boisko sportowe.
- 1962 – elektryfikacja wsi.
- 1966 – Parafia Św. Małgorzaty w Nowym Sączu zakupiła w Piątkowej gospodarstwo rolne z zabudowaniami, w których od 1967 roku rozpoczęto naukę katechezy.
- 1977 – część wsi Piątkowa została włączona do miasta Nowego Sącza.
- 1989 – oddano do użytkowania kaplicę, ustanowiono w Piątkowej rektorat, będący częścią organizacyjną parafii Św. Małgorzaty (w części należącej do wsi Piątkowa).
- 1994 – powstanie Zespołu Pieśni i Tańca „Piątkowioki”, (w części należącej do wsi Piątkowa).
- 1995 – rozpoczęcie budowy kościoła (w części należącej do wsi Piątkowa).
- 2002 – stworzenie parafii Matki Bożej Nieustającej Pomocy w Piątkowej (w części należącej do wsi Piątkowa).
- 2005 – rozpoczęcie budowy Miasteczka Galicyjskiego jako sektora Sądeckiego Parku Etnograficznego (w części należącej do osiedla Piątkowa).

## Etymologia nazwy
Piątkowa jest nazwą dzierżawczą od nazwiska Piątek. W dokumencie z 1435 roku zawartym w „Zbiorze dokumentów małopolskich” Piątkowa została zapisana jako Panthkowa. W 1568 r. w sądeckich księgach grodzkich występuje jako Piathkowa. W 1581 r. w rejestrze poborowym zapisana została jako Piąthkowa. W 1529 r. w zeznaniu podatkowym występuje jako Wola Piątkowska (Pyathkowa Wolya). W Lustracji podatkowej 1564 r. występuje nazwa o dzisiejszym brzmieniu Piątkowa.